# 彭纳圣安德烈亚
彭纳圣安德烈亚（義大利語：Penna Sant'Andrea）是意大利泰拉莫省的一个市镇。总面积11平方公里，人口1804人，人口密度164.0人/平方公里（2009年）。ISTAT代码为067033。